# Hamburgische Admiralität

Hamburger Admiralitätsflagge

Die Hamburgische Admiralität – vollständiger Name: Hamburgisches Admiralitäts-Collegium – war von 1623 bis 1811 die wichtigste Hafenbehörde Hamburgs. Ihre Zuständigkeit umfasste nicht nur militärische, sondern auch richterliche und administrative Aufgaben, die später auf verschiedene andere Institutionen übergingen. 

## Geschichte

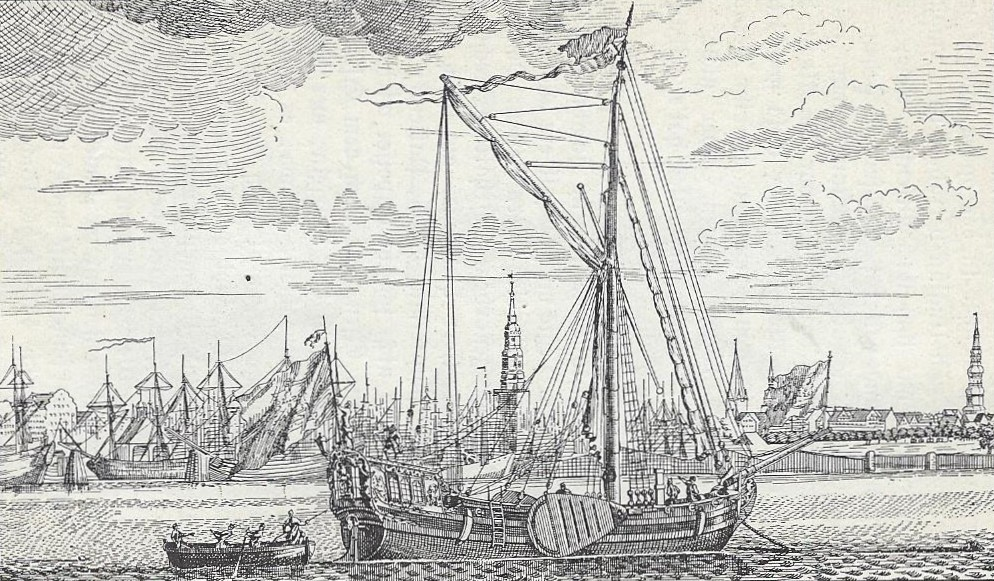
Admiralitätsyacht Hamburg (1755)

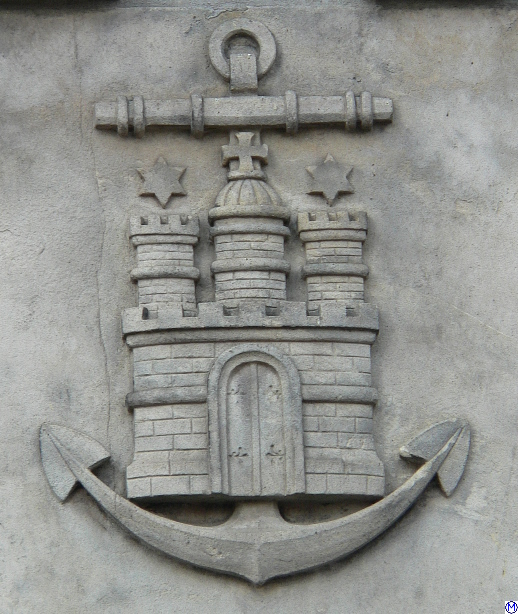
Wappen der hamburgischen Admiralität an der Hafenpolizeiwache Kehrwieder

Das Hamburger Admiralitäts-Collegium, kurz Admiralität, wurde 1623 auf gemeinsamen Rats- und Bürgerbeschluss gegründet mit dem Ziel, Hamburger Handelsschiffe vor allem im Atlantik mit eigenen bewaffneten Schiffen vor den Überfällen von Piraten zu schützen. Versuche zur Schaffung solch einer Organisation hatte es schon im 16. Jahrhundert gegeben, doch hatten diese Gremien meist nicht lange Bestand.

Die Hamburger Admiralität setzte sich ursprünglich aus einem Ratsherrn, einigen Kaufleuten und einem Kapitän zusammen. Anfänglich wurde ihre Arbeit durch einen eigenen Warenzoll auf Güter finanziert, die über Hamburger Stadtgebiet transportiert wurden. An den Pfeilern der Kersten-Miles-Brücke befinden sich die Standbilder der Admirale Ditmar Koel und Berend Jacobsen Karpfanger. Ein historisches Fensterbild zeigt den Admiral Karpfanger im Weinkeller des Hamburger Rathauses 

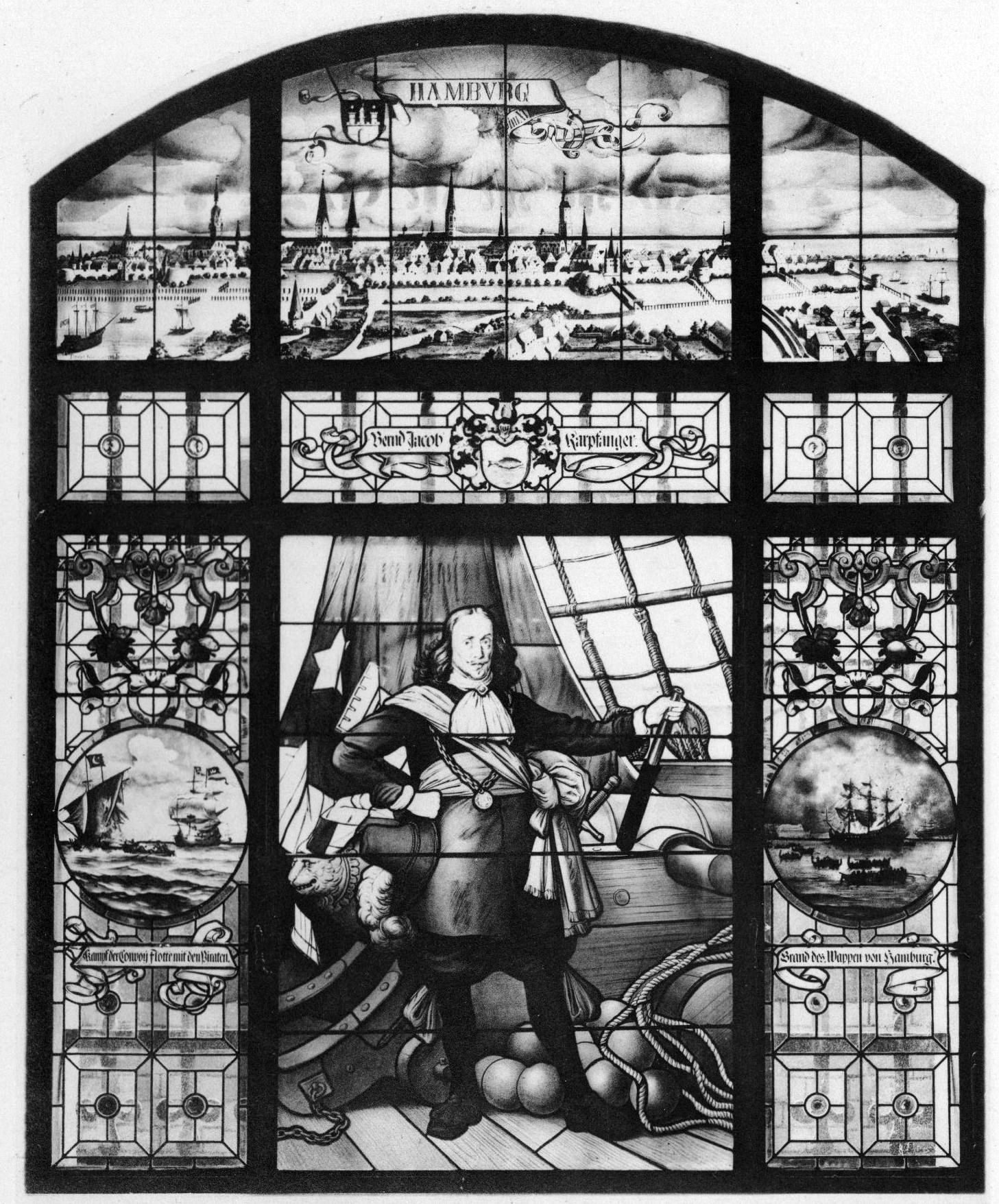
Admiral Karpfanger, ehemaliges Fensterbild im Hamburger Ratsweinkeller (im Zweiten Weltkrieg zerstört)

Zu Beginn kaufte und rüstete die Admiralität tatsächlich eigene bewaffnete Schiffe aus, doch diese hatten keinen Erfolg im Kampf gegen die Seeräuber. Von dieser Zeit her oblag der Admiralität die Aufsicht über das Arsenal. Die Admiralität verwaltete die von ihr 1624 gegründete öffentliche Sklavenkasse. Mit ihren Mitteln sollten die von Piraten verschleppten Hamburger Seeleute freigekauft werden. Da die Hamburger Kaufleute mit der Tätigkeit der Admiralität nicht zufrieden waren, gründeten sie 1662 mit der „Convoy-Deputation“ ein eigenes Gremium, das seitdem erfolgreich für den Schutz der Hamburger Handelsschifffahrt sorgte.
Der Admiralität wurden dennoch nach und nach andere Aufgaben übertragen: Sie war oberste Polizeibehörde im Hafen, dem Kollegium unterstand das Lotsenwesen auf der Unterelbe und es war für die Leuchtfeuer auf Neuwerk und die Schifffahrtszeichen auf der Elbe zuständig. Außerdem war das Kollegium als Hamburgische Admiralitätsgericht seit 1623 oberste richterliche Instanz bei Streitfällen im Hafen, bezüglich der Schifffahrt und des Seehandels. Damit war die Admiralität auch für das Assekuranzwesen und den Dispacheur zuständig. Als Dispacheur wurde seit 1639 der vom Rat bestellte Havariesachverständige bezeichnet.
Die Admiralität verpachtete Wassergrundstücke an Schiffbauer. Die auf eigene Rechnung der Admiralität arbeitende Admiralitätswerft Hamburg baute 1668–69 zwei Konvoischiffe, darunter die erste Wapen von Hamburg.
Außerdem war die Admiralität für die Einsetzung der für Hamburg im Ausland tätigen Konsuln und Agenten verantwortlich.
1754 wurde durch die Gründung der Navigationsschule die Ausbildung der Schiffer geregelt und geordnet.
Während der französischen Besetzung Hamburgs wurde die Admiralität 1811 aufgelöst und nicht wieder begründet; formell aufgehoben wurde sie nach dem Ende der Franzosenzeit 1814. Ihre Aufgaben gingen an das Handelsgericht sowie die neugegründete Schiffahrts- und Hafendeputation über.
Der Name lebt in der 1775 so benannten Admiralitätstraße in der Hamburger Neustadt fort, in der das 1707 gebaute Marinearsenal lag. 1723 wurde die Hamburger Admiralitätsmusik komponiert. 1987 wurde die Stiftung Hamburger Admiralität als Eigner des Museumsschiffes Cap San Diego gegründet.
Hamburger Hafenbehörden führen noch immer die Admiralitätsflagge, eine Hamburger Flagge mit einem unter dem Burgtor liegenden blauen Anker mit gelbem Querstock. Sie gilt auch als Dienstflagge zu Wasser: Feuerlöschboote und die Boote der Wasserschutzpolizei führen sie als Gösch, früher auch aus Blech, heute aus Hartplastik.

## Wasserschout
Dem Kollegium unterstand auch der Wasserschout. Das Amt des Wasserschout existierte in Hamburg von 1691 bis 1873, er hatte die Aufgabe, bei Lohnkonflikten zwischen Schiffsmannschaften und Kapitänen zu vermitteln. Dafür erstellte er von jedem Schiff, das Hamburg erreichte oder verließ, eine Liste (Musterrolle), in der die Namen der angemusterten und abgemusterten Seeleute und ihre Heuer – in den Musterrollen ‚Gage‘ genannt – verzeichnet waren. In der Musterrolle wurde auch während der Reisen jede Änderung der Besatzung vermerkt und von den Konsuln in den Hafenstädten bestätigt. Sie enthalten auch Ereignisse während der Reise, die zum Auswechseln von Mannschaftsmitgliedern Anlass gaben. In vielen Fällen, zum Beispiel bei Verlust eines Logbuches, lassen sich auch so sehr detailliert Reisen hamburgischer Schiffe nachvollziehen.